# 6234 Шейлавулфман
6234 Шейлавулфман (6234 Sheilawolfman) — астероїд головного поясу, відкритий 30 вересня 1986 року.
Тіссеранів параметр щодо Юпітера — 3,594.